# Vincent Gemignani
Pour les articles homonymes, voir Gemignani.
Vincent Gemignani, né en 1939 à Paris, est un percussionniste et un  compositeur. Il est le fils du sculpteur Ulysse Gémignani (1906-1973) et de la compositrice Yvonne Desportes (1907-1993) et l’inventeur de la bronté, un instrument de percussion original.
Entre 1959 et 1980, il se produit plusieurs fois au Théâtre des Champs-Élysées et à la Salle Pleyel dans le cadre des Musigrains, des cycles de concerts-conférences pédagogiques fondés par Germaine Arbeau-Bonnefoy. Il y fait une démonstration et une improvisation sur la bronté en février 1969. En janvier 1974 et novembre 1980, il y dirige son Ensemble des Percussions de Paris, fondé en 1959, et joue entre autres sa pièce Un renard, du sable et un avion et, en novembre 1980, trois pièces de sa mère Yvonne Desportes.
Son disque Modern Pop Percussion, publié dans  les années 1970 et dont les morceaux portent des titres fantaisistes, a été remarqué.